# Paulette Letarte
Pour les articles homonymes, voir Letarte.
Paulette Letarte, née à Québec le 12 juin 1929 et morte à Paris le 18 septembre 2009, est une psychiatre et une psychanalyste québécoise.

## Biographie
Née en 1929 à Québec, elle passe son enfance entre Montréal et Beloeil.
À la suite d'une rencontre avec une schizophrène, elle s’intéresse à la psychiatrie. Tout en travaillant comme technicienne de laboratoire pour financer des études, elle reprend un cursus universitaire puis de formation en médecine. Elle mène des recherches en psychiatrie, s’intéresse à la psychanalyse, et s’installe à Paris en 1964 pour poursuivre dans cette dernière voie.
Elle devient l’assistante de Francis Pasche, puis lui succède aux consultations de la clinique Sainte-Anne, à Paris.  En 1975, elle est élue membre titulaire de la Société psychanalytique de Paris. Elle contribue à la formation de nombreux psychanalystes, prônant une approche et une écoute adaptées, pour les cas extrêmes.
Elle meurt en 2009,,.

## Publications
- Entendre la folie, Puf, 2018.